# Afrikanske plade
Den Afrikanske Plade er en kontinentalplade, som bl.a. omfatter kontinentet Afrika.
Det højeste punkt på pladen er Kilimanjaro, som er en keglevulkan med en højde på 5.895 meter over havets overflade.
Kendetegnet ved den er at den er en af tre vulkaner. Mau Lu og Sanchau (Henvisninger til hvad det er?).
Kilimanjaro er så højt, at der er sne og mindre gletsjere på toppen, selvom den ligger forholdsvis tæt på ækvator.  